# Drikkehorn
Et drikkehorn er horn fra et skedehornet dyr, der bruges til at drikke af. Drikkehorn kendes fra antikken, særligt på Balkanhalvøen, og var i brug til ceremonielle formål op igennem, vikingetiden, middelalderen og tidlig moderne tid, særligt i den germaniske del af Europa og i Kaukasusområdet. Drikkehorn er fortsat en vigtig attribut i kulturer med rituelle skål, særligt i Georgien, hvor de er kendt som kantsi.
Drikkebeholdere fremstillet af glas, træ, keramik eller metal, der er udformet til at ligne drikkehorn kendes også fra antikken. Det oldgræske ord for drikkehorn er keras (flertal kerata, "horn"). Drikkehorn skal ikke forveksles med rhyton (flertal rhyta), der er en drikkebeholder fremstillet i samme form som et horn, men med en lille åbning i den spidse ende.